# Flygtningelejren i Oksbøl
Flygtningelejren i Oksbøl var en flygtningelejr ved Oksbøl i Sydvestjylland. Lejren blev nødtørftigt oprettet i februar 1945 på et område, der tidligere havde huset en militærlejr, som blev oprettet i 1929. Man påbegyndte her indkvartering, og lejren rummede tre måneder senere ved 2. verdenskrigs afslutning 9.000 flygtninge fra Tyskland, et tal der senere voksede til 36.000 mennesker, og den blev dermed Danmarks sjettestørste "by". Lejren lukkede i foråret 1949. De sidste flygtninge, der blev sendt hjem, var syge, som havde brug for behandlinger. Danmark havde i alt brugt 50-60 millioner kr på lejren.
Ved slutningen af 2. verdenskrig, fra januar 1945, var der kaos i Tyskland. Englænderne og amerikanerne rykkede mod den tyske grænse vestfra, og Den Røde Hær trængte ind fra øst. Russernes fremrykning medførte en masseflugt af civile mod vest.
Den massive tilstrømning af flygtninge var tyske soldater, kvinder og børn, der var blevet fordrevet af sovjetiske tropper. Mange af dem var så svækkede, at de ikke overlevede i særlig lang tid efter ankomsten. I kraft af deres nationalitet var de ikke velsete i Danmark på den tid. Således var også enhver kontakt med tyskerne forbudt, da de befandt sig bag pigtråd.

## Flygtningelejrens infrastruktur
Efter befrielsen blev flygtningelejren i Oksbøl etableret i den store Nordlejr, mens den danske hær igen rykkede ind i Sydlejren. Den første lejrchef var Ritmester H. L. Bjørnholm fra Jydske Dragonregiment i Randers, som den 1. august 1946 blev afløst af forstander P. Anker Pedersen.
Flygtningene i Oksbøllejren bestod fortrinsvis af kvinder og børn og ældre mænd. I august 1946 fordelte sammensætningen sig således: børn 0-6 år ca. 4.500, børn 6-14 år ca. 7.700, mænd over 14 år ca. 5.500 og kvinder over 14 år ca. 17.300.
Flygtningene stod selv for styringen af lejren, der blev gjort til et helt lille samfund. De oprettede bl.a. skoler, politi, teatre og et hospital. I skolen gik der 12.000 børn og 8.000 voksne til undervisning. De blev undervist i praktiske fag og almindelige skolefag. Der var 400 lærere, som underviste 3-5 timer dagligt. Man blev nødt til at trykke nye skolebøger, da man ikke kunne bruge skolebøger fra den nazistiske periode. Politiet bestod af 60 kriminalbetjente og 225 ordensbetjente. Når der var konflikter eller overtrædelse af reglerne, blev det afgjort i lejrretten. Hospitalet rummede 10 afdelinger, hvor der var 32 tyske læger.
Der var 210 barakker i lejren og 80 hestestalde, der var lavet til boliger. Mange ville helst bo i hestestaldene, da der var højt til loftet. Man levede meget tæt i barakkerne, der var op til 150 mennesker i en barak. Værelserne" i barakkerne var delt op i stue, soveværelse og køkken. Her spiste og sov man i et sammensurium af snak og støj fra alle fire verdenshjørner. Ro var der ikke at finde.Men fælles for barakkerne og hestestaldene var, at der var meget koldt. Der var placeret 21 køkkener i lejren, som leverede mad til flygtningene. I lejren havde man også 800 får og 600 angorakaniner, som gav uld til spinderiet. På spinderiet arbejdede der 150 kvinder. I lejren var der mange flittige kirkegængere. Hver søndag var der 10.000 flygtninge, som gik i kirke.

## Danskernes mening om flygtningene
Mange danskere var utilfredse med den store indvandring af tyske flygtninge, så de behandlede dem dårligt. Man syntes, at tyskerne selv var ude om, at deres situation var som den var. Især i København var der mange danskere, der var utilfredse. De mente, at tyskerne, der var blevet indkvarteret på Skolen ved Sundet i København blev behandlet alt for godt. "Flygtninge bestiller ikke andet end at spise, drikke, snakke og tage solbad på den store grønne sportsplads ved siden af skolen, og man har ikke indtryk af, at de under disse ideelle forhold i de smukke omgivelser har tabt humøret" sagde en Københavner til avisen Aftenbladet.
Til alle lejre var der en advarsel:
| Citat | ”Ethvert Samkvem med tyske Flygtninge er forbudt. Det er forbudt at stå stille eller færdes frem og tilbage langs Flygtningelejerens Indhegning eller i dennes umiddelbare Nærhed. Overtrædelse medfører Straffeansvar”. | Citat |
|       | |       |

I juni 1945 appellerede 60 danske præster at danskerne skulle se et medmenneske i tyskerne i stedet for et umenneske. Efter hjemsendelsen af de tyske flygtninge i Danmark var der også danskere der gav udtryk for stærk kritik, fordi landet gjorde flygtningene til "en slags fanger" bag pigtråd og under bevogtning.

## Lejrens historie
1929 oprettede hæren en artilleri-øvelsesplads på Kallesmærsk Hede mellem Blåvand og Vejers ved Jyllands vestkyst. Her var det mulig at øve i at skyde med skarpe skud. Soldaterne boede mens de øvede sig i skydning i telte nordvest for Oksbøl. Efterhånden blev anlægget en af Danmarks største militære øvelsespladser.
Da Danmark i april 1940 blev overfaldet af tropper fra den tyske værnemagt og blev besat, opnåede øvelsespladsen hurtig besætternes interesse. Lejren blev nu uddannelseslejr for tyske soldater under navnet ”Truppenübungsplatz Oxböl” og blev overvejende brugt til uddannelse af østfrontssoldater. I 1941 udvidede den tyske værnemagt lejren kraftigt med den såkaldte Nordlejr, der blev lagt til den allerede eksisterende Sydlejr og der opstod en stor værnemagtlejr med en komplet infrastruktur, med sygestuer, forvaltning, køkken, forplejningsafdeling, kaserne, hestestalde og meget andet. Kun få af bygningerne blev opført af sten, den største del bestod af træbarakker. Mange værnemagtsoldater havde her nu deres øvelsespladsophold: artilleri, infanteri, pansertropper og andet. Her blev der også opstillet troppeafdelinger til felttoget mod Sovjetunionen. Lejren kunne rumme en hel division (ca. 12.000 soldater). Som den øvrige del Vesterhavskysten blev lejren indhegnet, danskere havde kun adgang som civilarbejdere (køkken, værksteder). Den tyske militærlejr havde cirka 200 barakker og en kapacitet på 15.000 mand samt plads til 3.600 heste. I slutningen af krigen blev tropperne efterhånden sendt til værnemagtens fronter.
I begyndelsen af 1945 begyndte en stor del af befolkningen fra de tyske østområder at flygte til den vestlige del af Tyskland på grund af den fremrykkede sovjetiske Røde Hær. Med de tyske myndigheders evakueringsplan Operation Hannibal kom 2,5 millioner flygtninge fra Østpreussen og Vestpreussen til den nordvestlige del af Tyskland. Den 4. februar 1945 befalede Adolf Hitler, at det besatte Danmark også skulle modtage flygtningene. Efter værnemagtens delkapitulation ved Lüneburg, overtog den danske stat den 5. maj 1945 lejren.
Af de op til 250.000 tyske flygtninge som boede i Danmark levede over 30.000 mennesker i den indhegnede baraklejr i Oksbøl. Det igen suveræne Danmark forlangte at flygtningene omgående skulle sendes tilbage til Tyskland, men mødte modstand fra den britiske besættelseszone i det nordvestlige Tyskland. Først 1947/1948 lykkedes det den danske regering efter flere forhandlinger, at de fire allierede skulle modtage bestemte kontingenter af flygtningene i deres zoner. I februar 1949 tog Koldings borgmester Søren M. Jensen på Kolding Station afsked med de sidste tyske flygtninge.
Da de sidste beboere forlod lejren i 1949, havde indenrigsministeren og boligministeren bestemt, at lejren skulle ryddes helt og genstandene derfra sælges, hvorpå man ville genskabe Aal Plantage, som var blevet ryddet, da lejren skulle bygges. Lejrområdet kom til at indgå i en militærnægterlejr, hvor militærnægterne i løbet af de næste ti år arbejdede med at nedbryde det meste af flygtningelejren samt genetablere plantagen. Kun lazaretbygningen og en kostforplejningsbygning overlevede nedbrydningen af lejren.
I 1959 overtog Hæren området, og året efter blev den sydlige del af lejren hjemsted for kampvognsskolen. Hæren rømmede den nordlige del i 1982; det var her de overlevende bygninger stod. 1983 blev det tidligere flygtningesygehus ombygget til vandrerhjem. Fra 2018 står bygningerne tomme, men Vardemuseerne arbejder på at rejse penge til at anlægge et flygtningemuseum på stedet.

På Blåvandshuk Egnsmuseum i Oksbøl, fandtes der indtil museets lukning en stor samling vedrørende 2.verdenskrig i området. B.l.a. Tirpitz-stillingen i Blåvand og Flygtningelejren i Oksbøl.

## Gravlunden
Flygtningekirkegården, som er beliggende i den østlige del af Aal Plantage ved Oksbøl på Præstegårdsvej, blev anlagt under 2. verdenskrig. Gravlunden, hvor 1675 flygtninge og 121 soldater er begravet, blev oprettet af flygtningelejrens beboere med det formål at bisætte flygtninge og soldater, der døde i flygtningelejren. 1953 plejede tidligere lejrbeboere gravlunden med trækors og lyng. 1962 blev kirkegården udvidet med 549 grave, som blev flyttet ind fra andre steder i området efter aftale mellem den danske stat og den tyske forening Volksbund Deutsche Kriegsgräberfürsorge. De ens rækker af stenkors er anlagt i 1969. På hver side af stenkorset er der anbragt to navne af de døde.